# Мачюкинас, Витаутас Юлионович
Витаутас Юлионович Мачюкинас — советский литовский хозяйственный деятель, Герой Социалистического Труда.

## Биография
Родился в 1931 году в Ионаве. Член КПСС с 1965 года.
Окончил Клайпедскую мореходную школу.
В 1950—1953 — помощник капитана.
В 1953—1991 — капитан среднего рыболовного траулера № 36 базы активного морского лова Литовской ССР.
Указом Президиума Верховного Совета СССР от 11 августа 1960 года присвоено звание Героя Социалистического Труда с вручением ордена Ленина и золотой медали «Серп и Молот».
Жил в Литве.

## Награды и звания
- Герой Социалистического Труда (11.08.1960)
- Орден Ленина (11.08.1960)